# Лидеры эскадренных миноносцев типа «Шекспир»
Лидеры типа «Шекспир». Британские лидеры эскадренных миноносцев. Первые два заказаны в апреле 1916 года в качестве меры на появление новых германских эсминцев с сильной артиллерией. Остальные три корабля заказаны в 1917—1918 гг. и вошли в строй после окончания войны. «Рук» в 1921 году переименован в «Броук». Послужили прототипом для Аргентинских миноносцев типа «Мендоса».

## Конструкция

### Архитектурный облик

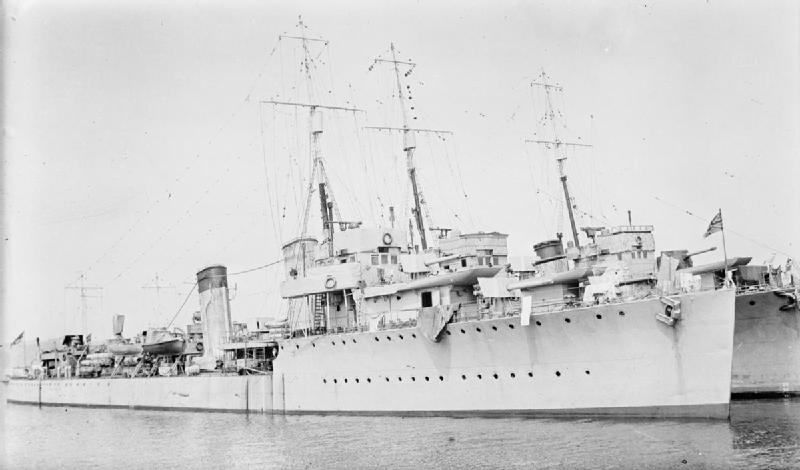
HMS Shakespeare

Эсминцы имели две трубы. Корма традиционной для англичан формы полукруглая с почти плоским образованием кормового подзора.

### Энергетическая установка

#### Главная энергетическая установка
Главная энергетическая установка включала в себя четыре паровых котла Yarrow-Thornycroft, два паротурбинных агрегата фирмы Brown-Curtis, с зубчатой передачей, две линии вала, два винта.
Рабочее давление пара — 18,5 кгс/см² (18 атм.).

#### Дальность плавания и скорость хода
Проектная мощность составляла 40 000 л. с. Максимальная проектная скорость 36 узлов.
Запас нефти 500 дл. тонн.

### Вооружение
Пять 120-мм орудий BL Mk.I. (120 снарядов на орудие) на станке P.X. VI с углом возвышения 30°. Начальная скорость полета снаряда составляла 814 м/с при массе снаряда 22,68 кг. Дальность стрельбы до 14 450 метров. Одно зенитное 76-мм орудие (100 выстрелов). Пулемёт Максима.

#### Торпедное вооружение
Торпедное вооружение включало в себя два 533-мм трёхтрубных торпедных аппарата(боезапас шесть торпед Mk.II).

## Список эсминцев
- HMS Shakespeare — заложен 2.10.1916, спущен на воду 7.7.1917, сдан флоту 10.10.1917. Сильно поврежден при подрыве на мине в июне 1918, Исключен из списков и продан на слом 2 сентября 1936.
- HMS Spenser — заложен 9.10.1916, спущен на воду 22.9.1917, сдан флоту 12.12.1917. Участвовал в Первой мировой войне, сдан на слом 29 сентября 1936.
- HMS Wallace — заложен 15.08.1917, спущен на воду 26.10.1918, сдан флоту 14.02.1919. Во время Второй мировой войны участвовал во высадке на Сицилию. Продан на слом 20 марта 1945.
- HMS Keppel — спущен на воду 23.04.1920, строительство завершено в 1925 году. Принимал участие в проводке многих конвоев во время Второй мировой войны, включая конвой PQ-17. Участвовал в операции «Пьедестал». Продан на слом в июле 1945.
- HMS Broke — спущен на воду 16.09.1920 под именем «Rooke», но в 1921 году переименован. Постройка закончена в январе 1925. Сильно поврежден огнём береговых батарей 8 ноября 1942 во время высадки в Алжире (операция «Факел») и затонул во время буксировки в тот же день.